# Sełezeniwka
Sełezeniwka (ukr. Селезенівка) – wieś na Ukrainie, w obwodzie kijowskim, w rejonie białocerkiewskim, w hromadzie Skwyra. W 2001 liczyła 711 mieszkańców, spośród których 698 wskazało jako ojczysty język ukraiński, 11 rosyjski, a 2 białoruski.